# Saint-Philbert-sur-Orne
Saint-Philbert-sur-Orne là một xã ở tỉnh Orne Hauts-de-France tây bắc nước Pháp. Xã Saint-Philbert-sur-Orne nằm ở khu vực có độ cao trung bình 160 mét trên mực nước biển.